# Holthuisana loriae
Holthuisana loriae is een krabbensoort uit de familie van de Gecarcinucidae. De wetenschappelijke naam van de soort is voor het eerst geldig gepubliceerd in 1899 door Nobili.